# Tadeusz Przystojecki
Tadeusz Przystojecki ps. Lech Żelazny, Lech, Antoni Wiśniewski, Węgier, Jerzy Kwieciński (ur. 16 marca?/29 marca 1905 w Kijowie, zm. 20 marca 1978 w Gliwicach) – żołnierz Armii Krajowej, dowódca batalionu w Zgrupowaniu „Chrobry II”.

## Życiorys
W 1931 ukończył szkołę podchorążych rezerwy piechoty w Zambrowie. W 1939 został zmobilizowany i skierowany do pracy w Państwowych Zakładach Inżynierii w Warszawie, na stanowisku kierownika sekcji prób silników spalinowych. 
Od 1940 czynny w konspiracji w ramach organizacji Zbrojne Pogotowie Narodu, a następnie w organizacji Miecz i Pług. Od lipca 1944 był komendantem dzielnicy Warszawa-Północ w organizacji otrzymując awans na podporucznika.
W powstaniu warszawskim w stopniu kapitana został dowódcą oddziału w Zgrupowaniu „Chrobry II” pod pseudonimem „Lech”. Od 11 sierpnia dowodził I batalionem Zgrupowania, a od 31 sierpnia otrzymał pseudonim „Lech Żelazny” (odróżniający go od kpt. Wacława Zagórskiego „Lecha” a od 31 sierpnia „Lecha Grzybowskiego”). Od 23 września dowódca I batalionu 15 pułku piechoty AK „Wilków”.
Po powstaniu więzień oflagu Lamsdorf oraz Oflagu II D Gross-Born. Po wojnie ukończył Politechnikę Śląską i pracował w przemyśle. Zmarł w 1978 w Gliwicach.
2 października 1944 odznaczony na mocy rozkazu nr 502 dowódcy AK Krzyżem Srebrnym Orderu Wojennego Virtuti Militari. Odznaczony również Srebrnym Krzyżem Zasługi, Krzyżem Armii Krajowej oraz w 1982 pośmiertnie Warszawskim Krzyżem Powstańczym.